# Премия НАН Украины имени А. Е. Крымского
Премия имени Агафангела Ефимовича Крымского — премия, установленная НАН Украины за выдающиеся научные работы в области востоковедения.
Премия основана в 1990 году постановлением Президиума НАН Украины от 21.11.1990 № 300 и названа в честь выдающегося украинского историка, языковеда, учёного, ориенталиста, писателя и переводчика, полиглота, одного из организаторов Всеукраинской академии наук Агафангела Ефимовича Крымского. Первое вручение состоялось в 1991 году по итогам конкурса 1990 года.
Начиная с 2007 года премия имени А. Е. Крымского присуждается Отделением истории, философии и права НАН Украины с цикличностью 3 года .

## Лауреаты премии
| Год  | Основание                                                                                     | Лауреаты                      | Коротко о лауреате |
| ---- | --------------------------------------------------------------------------------------------- | ----------------------------- | --- |
| 1990 | за цикл работ по проблемам востоковедения                                                     | Прицак, Омельян Иосифович     | иностранный член НАН Украины |
| 1994 | за цикл работ «Арабская лексикографическая традиция», «Ранние арабские словари»               | Рыбалкин, Валерий Сергеевич   | доктор филологических наук, профессор, заведующий отдела Ближнего и Среднего Востока НАН Украины                                                         |
| 1995 | за монографию «Ориенталистика А. Крымского в украинском литературном процессе начала XX в.»   | Грицик, Людмила Васильевна    | доктор филологических наук, профессор кафедры теории литературы Института филологии Киевского национального университета имени Тараса Шевченко           |
| 1999 | за монографию «Ясы и бродники в степях Восточной Европы (VI — начало VIII вв. )»              | Бубенко, Олег Борисович       | кандидат исторических наук, старший научный сотрудник Института востоковедения имени А. Е. Крымского НАН Украины                                         |
| 2001 | за цикл работ «Украина и Восток: проблемы этнической истории и культурных взаимосвязей»       | Айбабин, Александр Ильич      | доктор исторических наук, руководитель Крымского отделения Института востоковедения имени А. Е. Крымского НАН Украины                                    |
| 2001 | за цикл работ «Украина и Восток: проблемы этнической истории и культурных взаимосвязей»       | Кочубей, Юрий Николаевич      | кандидат филологических наук, ведущий научный сотрудник Института востоковедения имени А. Е. Крымского НАН Украины                                       |
| 2003 | за монографию «Юлиан Кулаковский»                                                             | Матвеева, Леся Васильевна     | доктор исторических наук, профессор, директор Института востоковедения имени А. Е. Крымского НАН Украины                                                 |
| 2005 | за монографию «Армения и Украина»                                                             | Дашкевич, Ярослав Романович   | доктор исторических наук, профессор, заведующий кафедрой востоковедения филологического факультета Львовского национального университета имени И. Франко |
| 2009 | за монографию «Востоковедческие учреждения в Украине (советский период)»                      | Цыганкова, Элла Григорьевна   | кандидат исторических наук, старший научный сотрудник Института востоковедения имени А. Е. Крымского НАН Украины                                         |
| 2012 | за цикл работ «Философско-религиозные и научные традиции Востока в европейской культуре»      | Киктенко Виктор Алексеевич    | кандидат исторических наук, заведующий отделом Института востоковедения имени А. Е. Крымского НАН Украины                                                |
| 2012 | за цикл работ «Философско-религиозные и научные традиции Востока в европейской культуре»      | Огнева, Елена Дмитриевна      | кандидат исторических наук, старший научный сотрудник Института востоковедения имени А. Е. Крымского НАН Украины                                         |
| 2015 | за монографию «На пути к Великой Монголии (панмонгольськое движение в 1920—1930-е годы)»      | Отрощенко, Иванна Витальевна  | доктор исторических наук, ведущий научный сотрудник отдела Азиатско-Тихоокеанского региона Института востоковедения имени А. Е. Крымского НАН Украины    |
| 2018 | за монографию «Османско-украинское степное порубежье в османско-турецких источниках XVIII в.» | Середа, Александр Григорьевич | кандидат исторических наук, научный сотрудник Института востоковедения имени А. Е. Крымского НАН Украины                                                 |